# Abdisu
Abdissi ou Abdisu, foi inicialmente um nestoriano de Mossul, no leste da Assíria, mas, quando foi à Roma sob Júlio III e abjurou o nestorianismo, entre 1550 e 1555, foi declarado o patriarca latino após o monte de Simon Julacha.

## Visão geral
Já como patriarca latino Abdissi fez uma segunda viagem a Roma, sob o pontificado de Pio IV, que o confirmou com dignidade e entregou-lhe o pálio em 7 de março de 1562. Abdissi conhecia perfeitamente o caldeu, o árabe, o siríaco. Dizia que seus antepassados haviam recebido sua doutrina de São Tomás, de São Tadeu e de seu discípulo São Marcos; que a alegação deles estava inteiramente de acordo com a dos católicos romanos e que os sacramentos eram os mesmos, assim como a maioria de suas cerimônias que foram escritas desde a época dos apóstolos nos livros que eles guardavam daquela época.
Antes de sua abjuração, Abidissi havia escrito vários livros em siríaco para apoiar as alegações dos nestorianos. Abraham Ecchellensis menciona no "Catálogo de Escritores Sírios" que ele imprimiu em siríaco em Roma, em 1653, com uma versão em latim e notas. Ele também fala disso no prefácio que colocou à frente deste catálogo. Na biblioteca do Vaticano, são mantidos dois poemas de Abdissi, escritos em suas mãos, nos quais ele dá motivos para seu encontro na igreja romana, para o qual atraiu vários nestorianos. De Moni, isto é, Richard Simon, História Crítica, ad anno 1562. Paolo e Pavallavicin, História do Conselho de Trento. Maréri, edição 1759.